# Fëdor Laščënov
Fëdor Serafimovič Laščënov (in russo Фёдор Серафимович Лащёнов?; in ucraino Федір Серафимович Лащонов?, Fedir Serafymovyč Laščonov; Roven'ky, 4 novembre 1950) è un allenatore di pallavolo ed ex pallavolista sovietico, dal 1991 ucraino.

## Carriera

### Giocatore
La carriera di Fëdor Laščënov si svolge interamente tra le file dello Zvezda Vorošilovgrad con cui arriva per due volte al terzo posto nel campionato sovietico e con cui vince la prima edizione della Coppa delle Coppe.
Con la nazionale sovietica ha vinto un oro alle Olimpiadi, un campionato mondiale, una coppa del mondo e due campionati europei.

### Allenatore
La carriera di allenatore inizia nell'Iskra Luhans'k dove vince il suo primo trofeo da allenatore, il campionato ucraino. Nella stagione 1993-94 allena l'Eczacıbaşı, dove vince il campionato turco.
Dopo essere ritornato in Ucraina per allenare la Dynamo Luhans'k, si trasferisce in Israele dove vince il campionato israeliano con l'Hapoël Kiryat-Yam.
Dopo una parentesi in Turchia al Beşiktaş, ritorna in pianta stabile in Ucraina dove allena per la seconda volta la Dynamo Luhans'k, l'Azot Čerkasy, il Severodončanka e, di nuovo, l'Iskra Luhans'k. Ha una parentesi come allenatore della nazionale maschile pakistana.

## Palmarès

### Club

#### Giocatore
- Coppa delle Coppe: 1

1972-73

#### Allenatore
- Campionato ucraino: 1

1992
- Campionato turco: 1

1993-94
- Campionato israeliano: 1

1995-96

### Premi individuali
- 1975 - Campionato sovietico: Incluso tra i 24 migliori pallavolisti dell'URSS
- 1976 - Campionato sovietico: Incluso tra i 24 migliori pallavolisti dell'URSS
- 1977 - Campionato sovietico: Incluso tra i 24 migliori pallavolisti dell'URSS
- 1978 - Campionato sovietico: Incluso tra i 24 migliori pallavolisti dell'URSS
- 1979 - Campionato sovietico: Incluso tra i 24 migliori pallavolisti dell'URSS
- 1980 - Campionato sovietico: Incluso tra i 24 migliori pallavolisti dell'URSS
- 1981 - Campionato sovietico: Incluso tra i 24 migliori pallavolisti dell'URSS